# Cabo Manglares
El cabo Manglares se ubica en el extremo más occidental del territorio continental de Colombia, ubicado en el departamento de Nariño y sobre las aguas del río Mira.
El cabo se encuentra en el municipio de Tumaco, a unos 45 kilómetros al suroeste de la cabecera municipal y a unos 36.6 kilómetros de la bahía Ancón de Sardinas.
Sobre el cabo se encuentra el delta del río Mira, que luego de recorrer 80 kilómetros desde su confluencia con el río San Juan en la frontera entre Colombia y Ecuador, vierte sus aguas en el océano Pacífico a través de este punto.
Igualmente sobre esta zona se encuentra la pequeña localidad de Milagro Frontera, población tradicionalmente dedicada a las actividades de pesca como principal medio de subsistencia.
En la punta se localiza uno de los faros más importantes de la costa del Pacífico de Colombia; dicho faro posee una altura de 41 metros y abrió sus operaciones en 1922.

## Distrito nacional de manejo integrado Cabo Manglares, Bajo Mira y Frontera
La zona de Cabo Manglares, en Tumaco, fue incluida en la lista de reservas naturales que están siendo estudiadas por funcionarios del Ministerio de Ambiente para determinar si se convertirán o no en parque natural. El área tiene cerca de un millón 660.000 hectáreas, en el lugar hay 234 solicitudes de títulos mineros y, según este Ministerio, existe un interés creciente de realizar actividades de extracción de recursos naturales en estas zonas.
En el evento, se oficializó el nombramiento de seis áreas protegidas en el país; con estas medidas, que se culminará  con la declaratoria de parques naturales en aproximadamente un año y medio, se pretende “ampliar las áreas de protección y excluir (prohibir) todo tipo de actividad extractiva (muchas de estas ilegales) para poder preservar nuestros ecosistemas”; que en lo nacional hay  tres millones de hectáreas protegidas.
Concretamente consiste en delimitar y declarar dichas áreas como zonas de protección y desarrollo de los recursos naturales, mientras se surten los procedimientos para su declaratoria; entre estos sitios se cuenta Cabo Manglares, donde en la zona biodiversa existen: anidamiento de tortugas, bosques inundables, manglares, y bancos de piangua. Con la eventual declaratoria de parque natural se espera proteger sus 250.884 hectáreas.